# Nick Fury: Agent of SHIELD (téléfilm)
Pour plus de détails, voir Fiche technique et Distribution.
Nick Fury: Agent of SHIELD est un téléfilm américain réalisé par Rod Hardy, diffusé sur la Fox en 1998. Il s'inspire des comics mettant en scène le personnage de Nick Fury, publiés par Marvel.

## Résumé
Nick Fury est l'ancien directeur du S.H.I.E.L.D. (Strategic Homeland Intervention, Enforcement, and Logistics Division), maintenant à la retraite dans le Yukon, depuis la fin de la Guerre froide. On lui propose de reprendre du service afin de mettre hors d'état de nuire les agents de l'organisation terroriste HYDRA, dirigée par les enfants du baron Wolfgang von Strucker, l'ancien nazi que Fury a jadis combattu. HYDRA a synthétisé un agent pathogène, le « virus de la Tête de mort », et menace de le répandre dans Manhattan à partir de missiles cachés dans un camion-poubelle, à moins que ne lui soit versé un milliard de dollars. Les enfants du baron von Strucker veulent édifier un quatrième Reich. Au cours du film, Andrea von Strucker administre à Fury le « baiser de la mort », lui inoculant ainsi un venin mortel au bout de 48 heures. Pour préparer un sérum anti-venimeux, Fury a besoin du sang d'Andrea et lance donc une attaque contre le porte-hélicoptère qui sert de quartier général à HYDRA. Son équipe est capturée mais Nick Fury se fait passer pour mort, grâce à un robot à son image, et s'évade. Il s'empare de l'antidote et des codes de tir des missiles, entretemps découverts à New York par le reste de son équipe.

## Fiche technique
- Titre original : Nick Fury: Agent of SHIELD
- Titre français pour la sortie en vidéo Nick Fury le dernier des super héros
- Réalisation : Rod Hardy
- Scénario : David S. Goyer
- Chef opérateur : James Bartle
- Montage : Drake Silliman
- Musique : Kevin Kiner et Gary Lionelli
- Producteurs : Avi Arad, Matthew Edelman, Tarquin Gotch, Stan Lee
- Production : 20th Century Fox Television, Fury Productions Limited Partnership, Marvel Enterprises
- Pays :  États-Unis
- Langue : anglais
- Format : couleur - format 1,33: - monophonique
- Durée : 90 minutes
- Dates de sortie[3] :

 États-Unis : 26 mai 1998 (première diffusion TV)

## Distribution
- David Hasselhoff (VF : Yves-Marie Maurin) : le colonel Nicholas « Nick » Fury
- Lisa Rinna (VF : Juliette Degenne) : Valentina de Fontaine
- Sandra Hess (VF : Françoise Cadol) : Andrea von Strucker / Viper
- Neil Roberts (VF : Denis Laustriat) : Alexander Goodwin Pierce
- Garry Chalk (VF : Jean-Claude Sachot) : Timothy « Dum-Dum » Dugan
- Tracy Waterhouse (VF : Annie Le Youdec) : Kate Neville
- Tom McBeath :  le directeur général Jack Pincer
- Ron Canada : Gabriel Jones
- Peter Haworth : Arnim Zola
- Scott Heindl (VF : Raoul Delfosse) : Werner von Strucker
- Adrian Hughes : Clay Quartermain
- Campbell Lane : le baron Wolfgang von Strucker
- Terry David Mulligan : Président des États-Unis
- Bill Croft : Garotte, sbire de Werner
- Roger R. Cross : l'agent no 1 du SHIELD
- Stellina Rusich : l'inspectrice Gail Runciter

## Production
Le téléfilm a été tourné à Britannia Beach, en Colombie-Britannique (Canada).

## Commentaires

### Différences entre le comic et le téléfilm
Les agents de l’HYDRA sont vêtus de noir, comme des Men in Black, plutôt qu'avec les uniformes verts des comics. Dans la série Nick Fury, agent of SHIELD, le baron von Strucker a trois enfants, les jumeaux Andrea et Andreas appelés Fenris et leur demi-frère Werner. Dans le téléfilm, Andreas n'apparaît pas mais Andrea a un frère cadet prénommé Werner et aucun des deux n’a de super-pouvoirs apparents. Andrea porte le nom de code Viper. Arnim Zola apparaît sous les traits du Dr Arnim Zola, un vieux chimiste de l'HYDRA, responsable de la création du virus de la Tête de mort.
Le corps du Baron Strucker est cryogénisé. À la fin du téléfilm, il est ramené à la vie. Dans les comics, Dugan a des cheveux roux, une moustache et porte un chapeau melon. Rien de ceci n'est présent dans le téléfilm. 

### DVD
Aux États-Unis, le film sort en DVD le 30 septembre 2008, en exclusivité dans les magasins Best Buy. La version DVD ne dure que 90 minutes. Les langues disponibles sont l'anglais et l'espagnol. En France, le film est sorti en DVD chez Opening, sous le titre Nick Fury le dernier des super héros.

### Postérité
Le téléfilm est cité dans l'épisode 16 de la saison 1 de À la Maison-Blanche, 20 Hours in L.A., diffusé en 2000.